# Língua goitacá

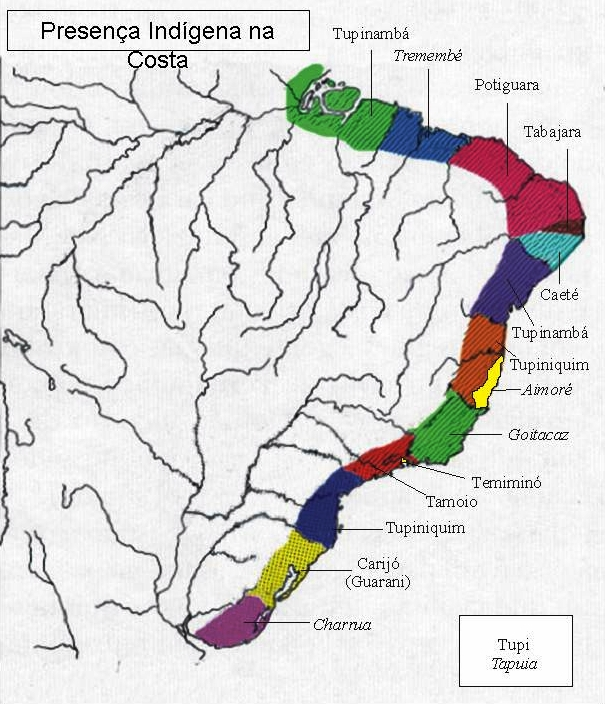
Mapa representando a localização dos indígenas Goitacá.

Goitacá, guaitacá ou waitaká é uma língua indígena atualmente extinta e não precisamente classificada do Brasil. Era falada pelos goitacás, um grupo indígena brasileiro atualmente extinto que vivia na região do Rio São Mateus e perto de Cabo de São Tomé no estado do Rio de Janeiro. Os dialetos, ou pelo menos as divisões tribais, são mopi, yacorito, wasu e miri.Loukotka (1968) sugere que talvez tenha sido uma das línguas puris.
Apesar de extinta, a língua goitacá é tradicionalmente associada à origem do topônimo Macaé, o qual teria derivado do termo miquié, que na língua significaria "rio dos bagres".